# Thaspium
Thaspium là chi thực vật có hoa trong họ Apiaceae.